# Açucareiro
Um açucareiro é um utensílio de cozinha com a função de armazenar o açúcar e protegê-lo de insetos, especialmente de formigas.

## História
A primeira referência ao açucareiro foi registrada em um inventário em Portugal no ano de 1507. Sendo que Portugal foi durante muito tempo o centro da comercialização do açúcar produto oriundo de suas colônias principalmente o Brasil. Na época o utensílio era feito de barro vidrado, onde se guardavam conservas de açúcar ou de mel. O formato dos açucareiros evoluíram com o tempo e com o uso: o polvilhador, servia para adoçar frutas; em formato de caixa com pinças de acessório, para o açúcar em pedaços; e o modelo utilizado nos dias atuais com tampa e colher, para o açúcar industrializado. Os modelos mais elaborados e que iam a mesa, surgiram no século XVII quando as cortes europeias passaram a consumir bebidas como o chá, o café e o chocolate. Na mesma época surgiram os serviços de porcelana específicos para servir o chá, compostos por bules, xícaras e o açucareiro.
No Brasil o açucareiro estava presente junto a colônia portuguesa, sendo o adoçante guardado em cabaças e outro vasilhames nas regiões mais distantes.

## Características

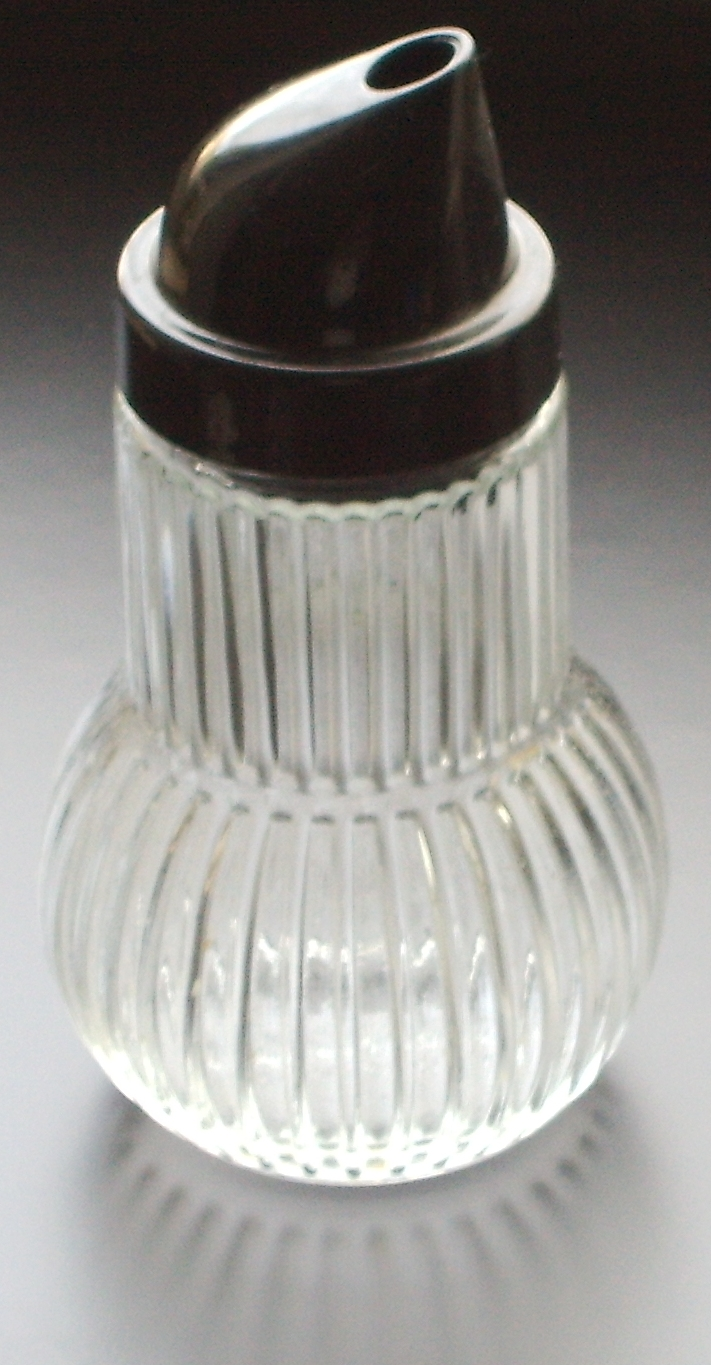
Um açucareiro comum

O açucareiro é um recipiente usado para conter açúcar, usado normalmente para adoçar bebidas como chá ou café. O modelo clássico tem formato arredondado, de pequenas dimensões, com ou sem alças, e tampa dotada de entalhe para deixar passar o cabo da colher. Se fizer parte de um serviço de chá ou café, tem os mesmos formatos, cores e decorações das xícaras e da jarra de leite. 
Os materiais com os quais é mais comumente construída são o plástico e o metal, raramente vidro ou madeira. Os mais requintados são feitos em porcelana, prata ou estanho.

## Formigas

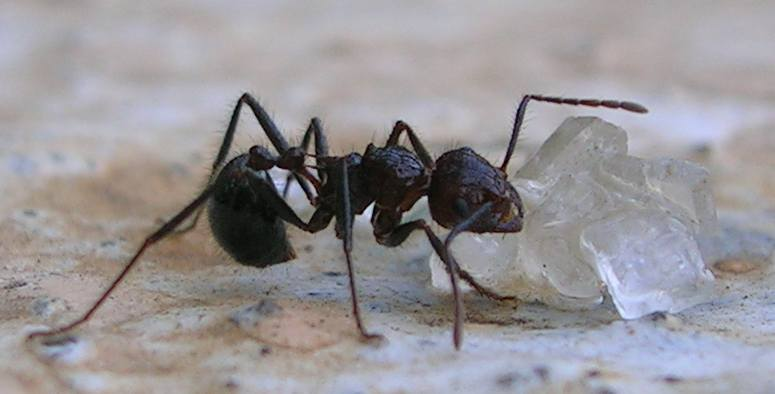
A formiga comendo cristais de açúcar.

Uma das principais espécies que atacam os açucareiros é a Tapinoma melanocephalum, formigas muito pequenas que são atraídas por todo tipo de alimento, sendo que um grande número de operárias é recrutado para tal fim.

## Simpatia
Colocar moedas no fundo do saleiro e do açucareiro previne quanto a falta de dinheiro, segundo lenda popular, que recomenda a colocação de 3 moedas douradas de igual valor, no fundo dos recipientes. O açúcar que já foi moeda de troca no Brasil, traz boas energias e o sal a fortuna.